# Лапуж, Жорж Ваше де
Жорж Ваше де Лапуж (Ляпуж) (фр. Georges Vacher de Lapouge; 12 декабря 1854 года, Нёвиль, департамент Вьенна, Франция — 20 февраля 1936 года, Пуатье, Франция) — французский последователь теории социального дарвинизма и один из идеологов расизма.

## Биография
Родился 12 декабря 1854 года в Нёвиле дю Пуату. Получив диплом об окончании лицея, он записался на курсы Медицинской школы и на факультет права; получив докторскую степень по праву в 1879 году, он был назначен сначала заместителем прокурора, а затем в 1880 году — прокурором.
В 1883 году он перебрался в Париж и начал посещать курсы при Школе антропологии. Наряду с этим увлечением он продолжал расширять своё образование, изучая китайский, японский, еврейский, египетский языки и занимаясь египтологией в Школе восточных языков, Высшей школе и Луврской школе. Назначенный в 1886 году помощником хранителя библиотеки университета Монпелье, он читает в университете «свободный курс» антропологии. 2 декабря 1886 года при вступлении в должность он читает лекцию на тему «Антропология и политическая наука», которая наделала много шуму — в ней он пророчествовал о грядущих кровавых войнах на уничтожение, вызванных межрасовыми различиями. На основании материалов проведённых им курсов Лапуж пишет два крупных труда Les Selections Sociales (1896) и L’Aryen son role social (1899).
В 1909 году он выдвигает свою кандидатуру на пост заведующего кафедрой антропологии, но его «провалили», и он возвращается в Пуатье, где получает должность библиотекаря. Он постепенно забрасывает свои антропологические изыскания и возвращается к своему юношескому увлечению энтомологией, добившись значительных достижений в этой области.

## Антропосоциология
Лапуж разделил европейцев на три главные расы:
- homo europaeus — длинноголовая, светло-русая и высокорослая раса;
- homo alpinus — короткоголовая, темная по цвету волос и глаз и малорослая раса;
- homo mediterranaeus — длинноголовая, черноволосая раса.

По Лапужу, головной указатель служит и показателем, и фактором, определяющим социальное положение людей. Головной указатель у горожан в среднем ниже, чем у крестьян; в равнинных местностях ниже, чем в горных; среди богатых ниже, чем среди бедных. Иными словами, длинноголовость — признак и даже причина более высокого социального, материального и культурного положения. В отличие от Гобино Лапуж объяснял господствующее положение людей «европейской» белокурой и длинноголовой расы не древними завоеваниями, а «социальным отбором», который действует всегда в пользу более одарённых, энергичных, сильных, отбрасывая назад менее приспособленных. Бедные классы в современных государствах — это не потомки покоренного местного населения, а люди с наследственными неполноценными физическими и психическими свойствами (связанными, как правило, с брахикефалией); неполноценные личности из высших классов беднеют, опускаются и смешиваются с массой неимущего люда. Наоборот, более энергичные личности из бедноты могут пробиться в верхи. Иначе говоря, главный фактор истории Лапуж видел в отборе.
Прошлое величие Франции он связывал с властью долихокефалов-«арийцев». Вслед за Гобино он разделял идею, что «арийская раса» находится в упадке, поскольку, по его мнению, брахикефалы-«туранцы» способны лишь повиноваться и искать себе новых господ. Историю он рассматривал как «борьбу рас» и предсказывал массовую резню, которую способны вызвать расовые особенности, связанные с небольшими различиями «головного указателя». Выходом, по его мнению, были евгенические мероприятиях, поскольку только они могли остановить расовую войну.

## Оценки
Во Франции теории Лапужа получали разную оценку, однако начиная с 1899—1900 годов начинает преобладать почти полное отторжение, антропосоциология подвергается суровой критике. С 1902—1903 годов научная и политическая дискредитация Лапужа достигает таких пределов, что он может публиковать свои работы в области антропосоциологии только в немецких и американских журналах.

## Сочинения
- Ж. де Лапуж. Ариец и его социальная роль. М.: Кучково поле, 2014. 384 с. ISBN 978-5-9950-0344-1